# Glen Anderson Rebka
Glen Anderson Rebka Jr. (19 setembre 1931, Cincinnati, Ohio, EUA - 13 gener 2015, Laramie, Wyoming, EUA) fou un físic estatunidenc que destacà per haver provat, juntament amb Robert Vivian Pound, la predicció de la teoria de la relativitat general sobre la variació de la freqüència de la llum quan s'allunya o s'aproxima a una massa que origina un camp gravitatori (experiment de Pound-Rebka).

## Vida
Rebka era fill Glen A. Rebka i Ruth (Wasmer) Rebka. Es graduà suma cum laude en física a la Universitat Harvard el 1953 i després es graduà Phi Beta Kappa el 1953. Realitzà la seva tesi doctoral a la mateixa universitat amb Robert V. Pound, amb el qual dissenyaren i realitzaren l'anomenat experiment de Pound-Rebka i assolí el doctorat en física nuclear el 1961. Fou professor de la Universitat Yale entre 1961 i 1970, i a partir del 1970 del Departament de Física de la Universitat de Wyoming, d'on fou cap de departament entre 193 i 1991. El 1997 es retirà i fou distingit professor emèrit d'aquesta universitat i fou elegit Fellow de la American Physical Society.

## Obra
El 1960 publicà, juntament amb Robert V. Pound, un article sobre la variació amb la temperatura de l'energia de retrocés dels raigs γ en els sòlids, pel qual fou guardonat el 1965 amb la Medalla Eddington de la Royal Astronomical Society de Londres. La seva tesi doctoral fou la comprovació del desplaçament cap al roig que experimenta la radiació electromagnètica quan surt d'un camp gravitatori, fet predit per la relativitat general d'Albert Einstein, utilitzant l'efecte Mössbauer.
Rebka passà vint estius al Laboratori Nacional Los Alamos participant en els experiments. Publicà en el camp dels mesons K+ i en mètodes de ressonància magnètica. Fou un partidari actiu del programa d'astrofísica infraroja a Wyoming mitjançant la creació de la Facultat d'astrofísica. Fou un defensor acèrrim de l'educació de l'estudiant, tant a nivell de pregrau com de postgrau, mitjançant l'enfortiment dels plans d'estudi i l'ampliació de l'oferta de cursos.